# بابلو رامون
بابلو رامون (بالإسبانية: Pablo Ramón Parra) هو لاعب كرة قدم إسباني، ولد في 30 يونيو 2001 في مدينة ميورقة في إسبانيا. لعب مع ريال مايوركا.

## روابط خارجية
- بابلو رامون على موقع قاعدة بيانات كرة القدم.إي يو (الإنجليزية)
- بابلو رامون على موقع Soccerway.com (الإنجليزية)